# 可行域

有5个线性约束的问题（蓝，包括非负约束）。在无整数约束的情形下，可行集是以蓝色为边界的整个区域，若有整数约束，则是红点组成的点集。

3元线性规划问题的闭可行域是凸多面体。

在最优化与计算机科学中，可行域（feasible region）、可行集（feasible set）或解空间（solution space）指满足问题约束（可能包括不等式、等式和/或整数约束）的最优化问题的所有可能点（选择变量的值集）的集合。在候选解的范围缩小之前，这是问题的初始候选解集。
例如，考虑最小化关于变量x、y的函数{\displaystyle x^{2}+y^{4}}之值的问题，且有约束{\displaystyle 1\leq x\leq 10,\ 5\leq y\leq 12.\,}这里的可行集是x的值在1到10之间、y的值在5到12之间的有序数对{\displaystyle (x,\ y)}组成的集合。问题的可行集与目标函数是分离的，后者是要优化的对象，上例中目标函数是{\displaystyle x^{2}+y^{4}}。
很多问题中，可行集反映了变量必须非负的约束。在整数规划问题中，可行集是整数集（或其子集）。线性规划问题中，可行集是凸多胞形，即多维空间中的一个区域，其边界由超平面构成，四角是顶点。
约束满足（Constraint satisfaction）是在可行域内找到一个点的过程。

## 凸可行集
凸可行集中，连接任意两可行点的线段只经过其他可行点，而不经过可行集以外的任何点。凸可行集遍布多种问题，如线性规划。若问题有待最大化的凸目标函数，则在有凸可行集的情形下通常更容易求解，且局部最优必是全局最优。

## 无可行集
若优化问题的约束相互矛盾，则不存在满足所有约束的点，可行域将是空集。这时问题无解，称作不可行（infeasible）。

## 有界与无解的可行集

有界可行集（上）与无界可行集（下）。下方的集合一直向右延伸。

可行集可能是有界集合，也可能是无界集合。例如，约束集{\displaystyle \{x\geq 0,\ y\geq 0\}}给出的可行集是无界的。而由约束集{\displaystyle \{x\geq 0,\ y\geq 0,\ x+2y\leq 4\}}形成的可行集有界。
在n元线性规划问题中，可行集有界的必要不充分条件是约束数不少于{\displaystyle n+1}（如上例所示）。
若可行集无界，则可能有最优值，也可能无最优值，取决于目标函数的具体情况。例如，若可行域是由约束集{\displaystyle \{x\geq 0,\ y\geq 0\}}，则最大化{\displaystyle x+y}的问题没有最优值，因为任何候选解都可通过增加x或y来改进；但若问题是最小化{\displaystyle x+y}，则就有最优解（具体说是{\displaystyle (x,\ y)=(0,\ 0)}）。

## 候选解
最优化和数学的其他领域中，以及计算机科学的搜索算法中，候选解是给定问题的可行域中可能解集合的元素。候选解不一定是问题的可能解或合理解，它只是满足了所有约束，即在可行解集中。解各类优化问题的算法通常会将候选解范围缩小到可行解的子集，其中的点仍作为候选解，其他可行解则被排除。
排除任何可行解前，所有候选解构成的空间称作可行域、可行集、搜索空间或解空间。约束满足的满足就是在可行集中找到一个点的过程。

### 遗传算法
遗传算法中，候选解是算法进化群体中的个体。

### 微积分
微积分中，最优解是通过一阶导检验来寻找的：待优化函数的一阶导等于0，任何满足此条件的选择变量值都被视作候选解（不满足的则被排除）。候选解有几种可能不是实际解。首先，求最大值时它可能会给出最小值（反之亦然）；其次，它可能只给出了鞍点或拐点，二阶导检验可排除这种候选解，使得候选解至少是局部最优；第三，候选解可能是局部最优，但不一定是全局最优。
在求形式为{\displaystyle x^{n}}的单项式的不定积分时，使用卡瓦列里求积公式所得的候选解是{\displaystyle {\tfrac {1}{n+1}}x^{n+1}+C}。除{\displaystyle n=-1}时，此候选解实际上就是所求的解。

### 线性规划

线性规划问题中，一系列线性约束会产生由变量的可能值组成的凸可行域。双变量情形下，可行域是凸简单多边形。在依次测试可行点的算法中，每个测试点都是一个候选解。

在求解线性规划问题的单纯形法中，可行多胞形的一个顶点 (几何)被选为初始候选解，并进行最优性测试，若该点不是最优解，则相邻顶点被视作下一个候选解。这个过程一直持续到找到最优候选解。